# Selección femenina de fútbol sub-17 de Ghana
La selección femenina de fútbol sub-17 de Ghana es el equipo representativo de dicho país en las competiciones oficiales. Su organización está a cargo de la Asociación de Fútbol de Ghana, miembro de la CAF y de la FIFA.

## Estadísticas

### Copa Mundial de Fútbol Femenino Sub-17
| Año                    | Fase             | Posición    | PJ          | PG          | PE          | PP          | GF          | GC          |
| ---------------------- | ---------------- | ----------- | ----------- | ----------- | ----------- | ----------- | ----------- | ----------- |
| Nueva Zelanda 2008     | Fase de grupos   | 9.º         | 3           | 1           | 1           | 1           | 4           | 4           |
| Trinidad y Tobago 2010 | Fase de grupos   | 11.º        | 3           | 1           | 0           | 2           | 1           | 4           |
| Azerbaiyán 2012        | Semifinal        | 3.º         | 6           | 4           | 0           | 2           | 10          | 4           |
| Costa Rica 2014        | Cuartos de final | 6.º         | 4           | 2           | 1           | 1           | 6           | 4           |
| Jordania 2016          | Cuartos de final | 7.º         | 4           | 2           | 0           | 2           | 4           | 8           |
| Uruguay 2018           | Clasificado      | Clasificado | Clasificado | Clasificado | Clasificado | Clasificado | Clasificado | Clasificado |
| 2020                   | Por definir      | Por definir | Por definir | Por definir | Por definir | Por definir | Por definir | Por definir |

### Campeonato femenino sub-17 de la CAF
| Año  | Fase       | Posición | PJ | PG | PE | PP | GF | GC |
| ---- | ---------- | -------- | -- | -- | -- | -- | -- | -- |
| 2008 | Fase Final | 2.º      | 4  | 2  | 0  | 2  | 6  | 7  |
| 2010 | Fase Final | 1.º      | 2  | 2  | 0  | 0  | 11 | 0  |
| 2012 | Fase Final | 1.º      | 4  | 3  | 1  | 0  | 10 | 1  |
| 2013 | Fase Final | 1.º      | 2  | 2  | 0  | 0  | 5  | 2  |
| 2016 | Fase Final | 1.º      | 2  | 2  | 0  | 0  | 10 | 0  |
| 2018 | Fase Final | 1.º      | 4  | 4  | 0  | 0  | 26 | 1  |

- A partir de la edición 2010 se realizan eliminatorias por zonas clasificando a la Copa Mundial de Fútbol Femenino Sub-17 los ganadores de los mismos.